# Cylisticus ligurinus
Cylisticus ligurinus är en kräftdjursart som beskrevs av Karl Wilhelm Verhoeff 1936. Cylisticus ligurinus ingår i släktet Cylisticus och familjen Cylisticidae. Inga underarter finns listade i Catalogue of Life.